# Benevár
A Benevár a Mátra déli részén, Mátrafüred határában, a Somor- és a Csatorna-patakok közötti Benevár-bérc déli végén, mintegy 470 méter magasságban található.

## Története
A honfoglalás idején Árpád egyik vezérének, Edömérnek a Mátra erdejében nagy földet adott. Edömér unokája – Bene vitéz – lehetett az első birtokosa annak a nagy kiterjedésű pogányvárnak, melyet róla Benevárnak neveztek. A tatárjárás során elpusztult várat 1243-1250 között az Aba nemzetségbeli Csobánka comes építtette újjá és tette a család székhelyévé. Csobánka fia, János lakott benne fiaival, akik 1301-ben felosztották maguk között az épületeit. Megfakult iratból ismerjük Benevárt, amiben egy vaskos öregtornyot, mellette palotaszárnyat, kisebb gazdasági helyiségeket és a bejáratot védelmező másik tornyot említettek meg. A hosszúkás, ötszögletű kővárat még kettős szárazárok is védelmezte a támadók ostromától.
A 14. század elején urai kénytelenek voltak meghódolni Csák Máté (trencséni tartományúr) tartományúr hatalma előtt; a továbbiakban a Csobánka fiak őt támogatták fegyveres erejükkel. Az országot egyesítő Anjou Károly király győzelme után menekülniük kellett ősi fészkükből, melyet az uralkodó, Szécsényi Tamás főnemesnek adományozott. A továbbiakban ennek a főúri famíliának a tulajdonaként, a hozzá tartozó jobbágyfalvakból álló váruradalom jelentős értéket képviselt, mivel a közeli Gyöngyös mezővárosa is hozzá tartozott.
Pusztulása egyes feltételezések szerint a 15. század elején élt földesúr, Salgói Miklós báró viselt dolgai miatt következett be. A főnemest maga Luxemburgi Zsigmond király vonta kérdőre budai udvarában, fejére olvasva, hogy hamis pénzt veretett, és házasságtörő viszonyt folytatott Garai János nagyúr feleségével, Hedvig hercegnővel. Mindezen bűnökért Miklós bárót az országból való száműzetésre, valamint teljes birtokelkobzásra ítélték. 1424-ben így már Zsigmond királyé volt a vár, aki 1430-ban Borbála királynénak, majd 1438-ban Albert király a Rozgonyiaknak adományozta. Bene várát valószínűleg a szomszédos Pata várában meghúzódó husziták rombolták le, mert 1497-ben már elhagyott várhelyként („locus castri in territorio possessionis Bene”), mint a Kanizsai család birtokát említik.
A folyamatosan pusztuló vár maradványait az 1980-as években régészeti úton feltárták és kiegészítették.

## Képgaléria

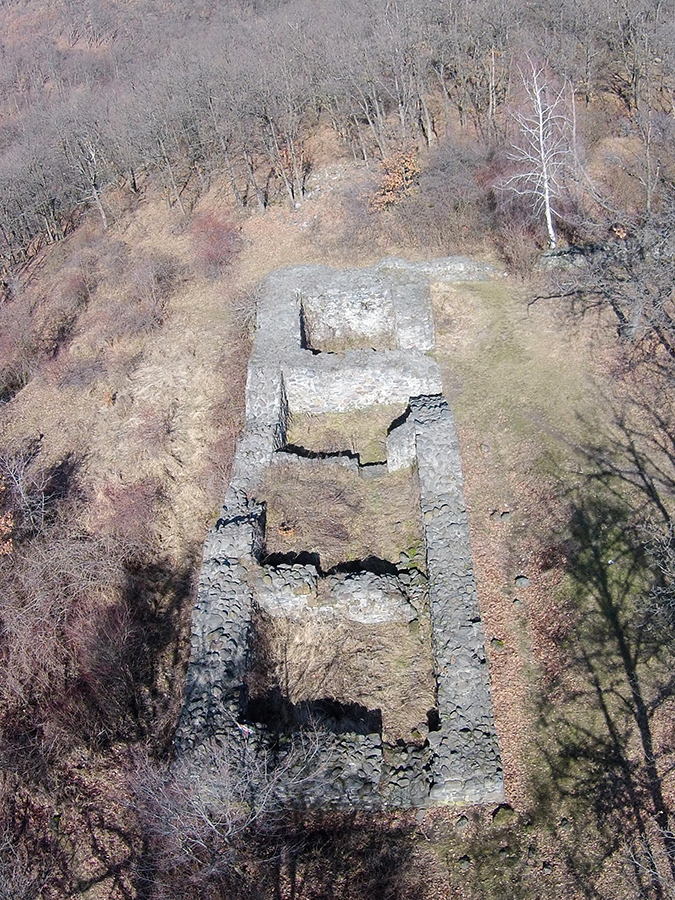
Benevár légi fotón
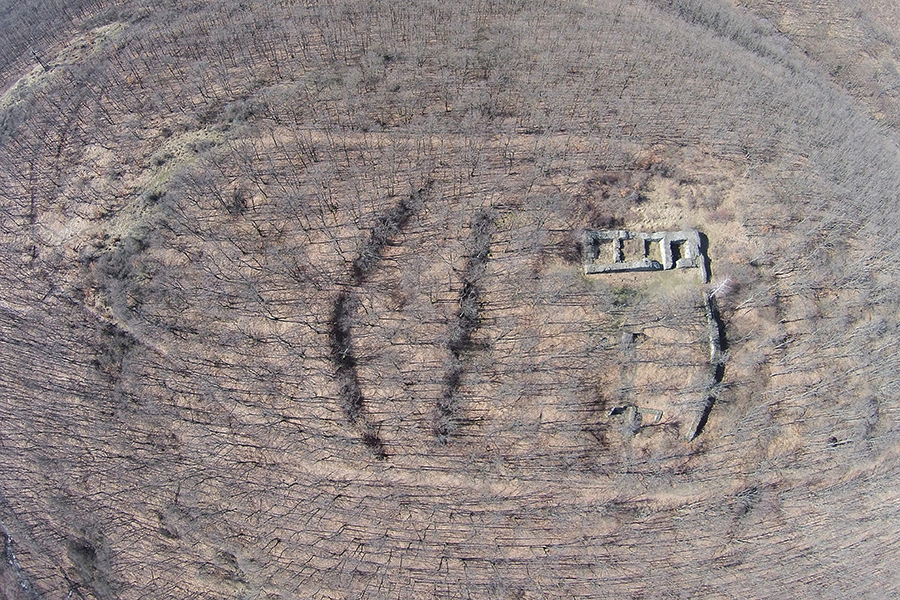
Benevár légi felvételen
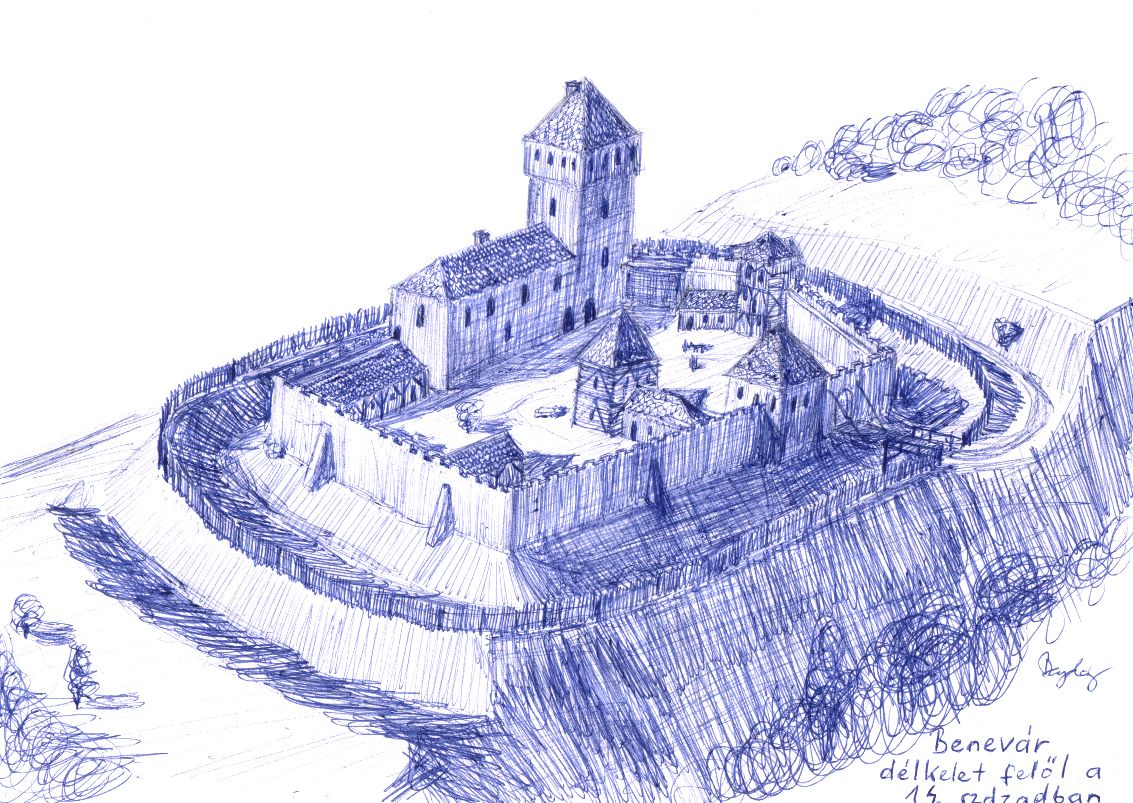
A vár rekonstrukciós rajza
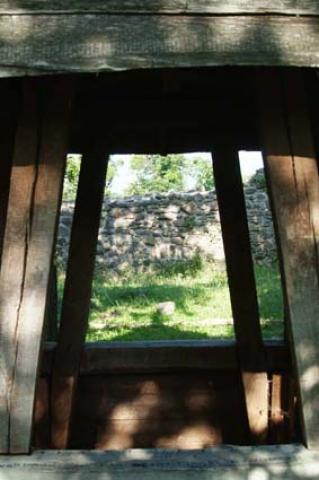
Benevár romjai
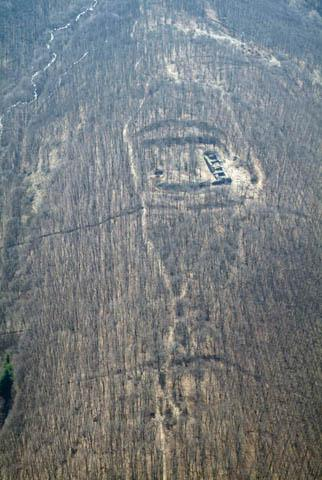
Benevár légifotója
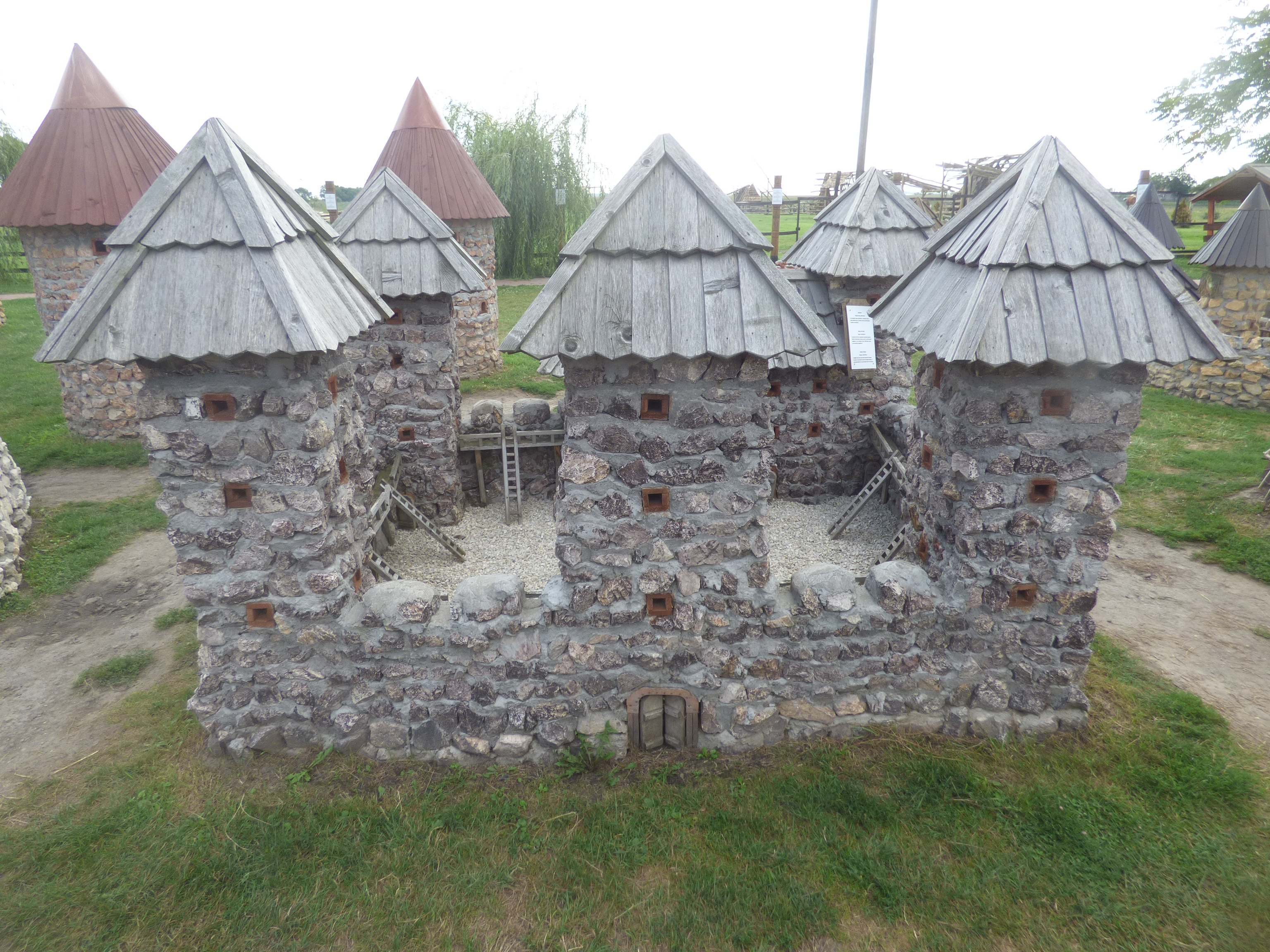
Makettje a dinnyési Várparkban